# Louis Joos
Pour les articles homonymes, voir Joos (homonymie).
Louis Joos, né le 1er mai 1940 à Auderghem dans la région de Bruxelles-Capitale est un auteur de bande dessinée et illustrateur belge, connu pour être le parrain d'une nouvelle génération d'auteurs de la bande dessinée alternative.

## Biographie
Louis Joos naît le 1er mai 1940 à Auderghem, une commune bruxelloise. Il est fils de musiciens. Son père Henry Joos est professeur de piano, de composition et d'harmonie et sculpteur,,. Il poursuit une formation artistique à l'Académie royale des beaux-arts de Bruxelles.
Il publie son premier recueil intitulé Le Colaxa aux éditions Futuropolis en 1982, suivi de Saxo Cool (1984), Foutue croisière (1985), Le Mal de l'espace (1986), La Musique de Nuit (1987) et Marvin Gaye – Transit Ostende (1988).
Il participe pendant les années 1980 à la revue belge Ice Crim's,, au fanzine PLG et aux numéros spéciaux de Circus. De 1989 à 1993, il illustre épisodiquement la rubrique Musiques à suivre dans la revue (À suivre). Il s'associe au scénariste Yann Le Pennetier pour l'album O.A.S. Aïsha qui paraît dans la collection « Grafica » aux éditions Glénat en 1990, puis il illustre le roman de Marc Villard La Dame est une traînée dans la collection « Série Noire » des éditions Futuropolis – Gallimard.
En 1993, l'ouvrage qu'il a illustré Escales : carnet de croquis obtient la « Mention » Premio Grafico Fiera di Bologna per l'Infanzia de la Foire du livre de jeunesse de Bologne (Italie) sur un texte de Rascal.
En 1995, il est récompensé par la Pomme d'Or de Bratislava de la Biennale d'illustration de Bratislava.
Au cours des années 1990, il réalise des albums pour la jeunesse : Escale, Le Voyage d'Oregon, Nemo et le Volcan, Un loup dans la nuit bleue et Beau comme au cinéma, et des albums de jazz : Thelonious Monk, Blues, Mood Indigo et Mingus. Il associe les collaborations aux magazines Pomme d'Api et Wakou à l'enseignement à l'académie de Boisfort (Bruxelles) et à la réalisation d'albums : Suite Bleue en 2001 chez 9e Monde et Jazz Concert chez Pyramides. Son illustration des Fleurs du Mal de Charles Baudelaire est parue en 2002 à La Renaissance du livre. L'année suivante, il illustre les poèmes de Paul Verlaine chez le même éditeur. Louis Joos prend une place naturelle dans la collection « BDJAZZ ». En 2015, il fait une furtive apparition dans Spirou où il signe un strip dans le no 4044 et un gag dans le numéro suivant.
Il a longtemps enseigné l'illustration et la bande dessinée à l'Académie de Watermael-Boitsfort à Bruxelles (1986-2005),. Parmi ses anciens élèves, on peut citer Barrack Rima, Paul-Étienne Kisters, Francesco Defourny, Blaise Dehon, Didier Vander Heyden, Thomas De Decker, Sarah Robin et Isabelle Wuilmart qui lui feront cadeau d'un collectif Le Camion rouge à l'occasion de son anniversaire en 2014,.
L'artiste expose ses œuvres tant en Belgique qu'à l'étranger.
Selon Patrick Gaumer : « Influencé à l'origine par des créateurs comme Noel Sickles, Milton Caniff et José Muñoz, Louis Joos excelle tout particulièrement dans les ambiances à dominante « jazzy ». Digne représentant d'un expressionisme en noir et blanc, il n'hésite pourtant pas à varier les techniques et à aborder la mise en couleur dans ses livres pour enfants. »

Selon Thierry Bellefroid : 

« Dans un paysage marqué par le classicisme des grands anciens l'auteur [...] a su poser un jalon différent. Dès le début des années 1980, il est le premier Belge à publier chez Futuropolis, ancêtre (pas toujours assumé) de toutes les futures maisons d’éditions indépendantes. Joos, amoureux du jazz, musicien lui-même, est un adepte du noir et blanc. Son trait évocateur, faussement désinvolte, reste une référence. Il est, sans le vouloir, l’un des parrains de cette nouvelle génération. Par ailleurs, ce grand défenseur du noir et blanc est aussi un dessinateur jeunesse – le plus souvent aux côtés de Carl Norac – qui aime éclabousser de couleurs les livres destinés à ses plus jeunes lecteurs. »

## Œuvres

### Albums de bande dessinée
(liste non exhaustive)
- Le Colaxa, Futuropolis, coll. « Maraccas », Paris, décembre 1982
Scénario et dessin : Louis Joos - Couleurs : noir et blanc
- Saxo Cool[18], Futuropolis, coll. « Hic et Nunc », Paris, septembre 1984
Scénario et dessin : Louis Joos - Couleurs : noir et blanc
- Ostende Miami, Ice Crim's, coll. « Espresso », janvier 1984
Scénario : Antoine Andrieu - Dessin : Louis Joos - Couleurs : noir et blanc -  (ISBN 2871380007)
- Horreur pastorale, (texte Conan Doyle), Futuropolis, 1984
- Foutue croisière, Futuropolis, coll. « X », Paris, juin 1985
Scénario et dessin : Louis Joos - Couleurs : noir et blanc,Format à l'italienne.
- Le Mal de l'espace, Futuropolis, coll. « Hic et Nunc », Paris, avril 1986
Scénario et dessin : Louis Joos - Couleurs : noir et blanc
- Musique de nuit, Futuropolis, Paris, février 1987
Scénario et dessin : Louis Joos - Couleurs : noir et blanc -  (ISBN 2737656095),Format à l'italienne.
- O.A.S. Aïcha, Glénat, coll. « Grafica », Grenoble, février 1990
Scénario : Yann - Dessin : Louis Joos - Couleurs : Myriam Willemot -  (ISBN 2-7234-1135-4)
- La Dame est une traînée, (texte Marc Villard), Futuropolis, 1991
- Thelonious Monk, Point Image, coll. « Light blue », Bruxelles, mai 1995
Scénario et dessin : Louis Joos - Couleurs : noir et blanc -  (ISBN 2930110015),Petit format.
- Blues, Point Image, coll. « Light blue », Bruxelles, mai 1996
Scénario et dessin : Louis Joos - Couleurs : noir et blanc -  (ISBN 293011004X),Format à l'italienne.
- Mood indigo, Point Image, coll. « Light blue », Bruxelles, février 1997
Scénario et dessin : Louis Joos - Couleurs : noir et blanc -  (ISBN 2930110090)
- Mingus[19], Pyramides/Aplanos, Bruxelles, avril 1999
Scénario et dessin : Louis Joos - Couleurs : noir et blanc -  (ISBN 2930203056)
- Suite bleue, (texte Frédéric Debomy) édit. Le 9e Monde, 2001[20],[21].
- Jazz Concert, éd. Pyramides/Aplanos, 2001  (ISBN 2930203099)
- Le Dernier Voyage de Saint-Exupéry, (texte Carl Norac), La Renaissance du livre, 2001  (ISBN 2-8046-0630-9)
- Ladies in Blue, édit. PMJ/Nocturne, 2002
- Les Fleurs du Mal de Baudelaire, La Renaissance du livre, 2002
- Poèmes de Verlaine, La Renaissance du livre, 2003
- Bud Powell, Nocturne, 2004  (ISBN 2-84907-020-3)
- Une vie silencieuse, Éditions Albin Michel, Paris, janvier 2006
Scénario : Frédéric Debomy - Dessin : Louis Joos - Couleurs : noir et blanc -  (ISBN 2226166815)
- Antonin Artaud, La Renaissance du livre, 2006
- Poèmes de Raymond Queneau, La Renaissance du livre, 2007
- Charles Mingus, Nocturne, 2008  (ISBN 978-2-84907-037-6)
- John Coltrane, Nocturne, 2009  (ISBN 978-2-84907-046-8)
- Un piano, Futuropolis, Paris, juin 2010
Scénario et dessin : Louis Joos - Couleurs : bichromie -  (ISBN 9782754803007)
- Jazz, Châtenay-Malabry, Alain Baulet éditeur, coll. « Les petits carnets », no 58, 2019  (ISBN 9782362060502)
- Une histoire du Bebop, texte Franck Médioni, Le Layeur, Paris, novembre 2020,  (ISBN 9782915126808),Préface de René Urtreger.

### Collectifs
- Pétition - À la recherche d'Oesterheld et de tant d'autres[22],[23] !, Amnesty International, Bruxelles, 1986
Scénario : collectif - Dessin : collectif dont Guy Counhaye - Couleurs : noir et blanc
- Comix 2000, L'Association, Paris, décembre 1999
Scénario : collectif - Dessin : collectif dont Louis Joos - Couleurs : noir et blanc -  (ISBN 284414022X)

### Livres jeunesse
tous publiés chez Pastel/L'École des loisirs
- Escales, carnet de croquis, (texte Rascal) 1992
- Le Voyage d'Orégon, (texte Rascal) 1993
- Eva ou le Pays des Fleurs, (texte Rascal) 1994  (ISBN 2211022588)
- Némo et le volcan, (texte Carl Norac) 1995  (ISBN 2211034373)
- Un loup dans la nuit bleue, (texte Carl Norac) 1996  (ISBN 221103862X)
- Beau comme au cinéma, (texte Carl Norac) 1997  (ISBN 2211042503)
- L'Espoir Pélican, (texte Carl Norac) 1998  (ISBN 2211046754)
- Le Sourire de Kiawak, (texte Carl Norac) 1998  (ISBN 9782211048750)
- Le Rêve de l'ours, (texte Carl Norac) 2000  (ISBN 9782211054669)
- C'est un papa, (texte Rascal) 2001  (ISBN 9782211057202)
- Le Clown plus que rigolo, (texte Béatrice Deru-Renard) 2001  (ISBN 9782211062176)
- Angakkeg : la légende de l'oiseau-homme, (texte Carl Norac) 2004  (ISBN 2-211-07452-9)
- Chambre 070, (texte Ludovic Flament) 2005  (ISBN 2-211-07996-2)
- Cœurs d'Ogres, (texte Béatrice Deru) 2007  (ISBN 9782211087728)
- Marilyn Rouge, (texte Rascal) 2009  (ISBN 9782211094023)
- Mère magie, texte de Carl Norac, illustrations de Louis Joos, Pastel, 2011  (ISBN 9782211205733)
- Buffalo Kid, (texte Rascal), Pastel 2023  (ISBN 978-2211325042)

### Catalogues d'exposition
- Art et innovation dans la bande dessinée européenne[24], Éditions De Buck, Bruxelles, juin 1987
Scénario et couleurs : collectif - Dessin : collectif dont Louis Joos -  (ISBN 2-87153-004-1),Préface : Jan Hoet. Catalogue de l'exposition éponyme au Musée d'art contemporain de Gand (4 juillet au 6 septembre 1987).

### Para-BD
Louis Joos réalise des portfolios, des ex-libris et des cartes ou cartons. 

### Expositions
- Mingus[16], Galerie Ziggourat, Bruxelles, du 14 mai au 10 juin 1999.
- Louis Joos At the Village[25], Galerie Oblique, Paris, du 30 mai au 16 juin 2012.
- Jazz Variations[26], Galerie Champaka, Bruxelles, du 13 mars au 6 avril 2014 ;
- Jazz ! Espace rencontres[27], Galerie Huberty et Breyne, Bruxelles, du 28 juin au 27 juillet 2019 ;
- 45 Artistes font leur Cinéma[27], Galerie Huberty et Breyne, Bruxelles, du 30 avril au 29 mai 2021 ;
- The Traveler[27], Galerie Huberty et Breyne, Bruxelles, du 17 juin au 27 août 2022.
- Jazz et Bande dessinée[28], 150 dessins, ESA Saint-Luc Liège du 4 avril au 27 avril 2024.
- Jazz et Bande dessinée[29], Musée de la bande dessinée du 10 juin au 8 septembre 2024.

## Prix et distinctions
- 1993 :  « Mention » Premio Grafico Fiera di Bologna per l'Infanzia de  la Foire du livre de jeunesse de Bologne[10]  pour  Escales : carnet de croquis, sur un texte de Rascal ;
- 1995 :  Pomme d'Or de Bratislava[11], lors de la Biennale d'illustration de Bratislava, pour Eva ou le pays des fleurs (texte de Rascal) et pour Nemo et le volcan (texte de Carl Norac) ;
- 2003 :  prix Scam Belgique (Société civile des auteurs multimédia, Belgique), catégorie Texte et image [30] ;
- 2023 : Lauréat du Prix de contribution au rayonnement de la littérature de jeunesse[31] de la Fédération Wallonie-Bruxelles.

#### Livres
: document utilisé comme source pour la rédaction de cet article.
- Jacques Fiérain, « Joos, Louis », dans La BD à Bruxelles et en Brabant, Charleroi, Éd. l'Âge d'or, avril 2003, 144 p., ill. ; 31 cm (ISBN 9782960119664 et 2960119665, OCLC 470388171, présentation en ligne), p. 85.
- Patrick Gaumer, « Joos, Louis », dans Dictionnaire mondial de la BD, Paris, Larousse, 2010, 953 p., ill. ; 27 cm (ISBN 978-2-0358-4331-9 et 2-0358-4331-6, OCLC 920924930, présentation en ligne), p. 461-462. .
- Pascale Eben et Karine Magis, Répertoire des auteurs et illustrateurs de livres pour l'enfance et la jeunesse en Wallonie et à Bruxelles, Bruxelles, Wallonie-Bruxelles International, 2014, 192 p., ill. ; 26 cm (ISBN 9782930758008 et 2930758007, OCLC 944278134, lire en ligne), p. 107. .
- Thierry Bellefroid et Jean-Marie Derscheid, « Les « parrains » de la bande dessinée indépendante contemporaine - Louis Joos », dans 77 auteurs de bande dessinée en Wallonie et à Bruxelles, Bruxelles, Wallonie-Bruxelles International, 2017, 128 p., ill. ; 26 cm (ISBN 2-930071-83-4, lire en ligne), p. 12-13. .

#### Périodiques
- Henri Filippini, « Un Piano : père et fils », dBD, no 44,‎ juin 2010, p. 73.
- Isabelle Decuyper, « Portrait d'auteur : Louis Joos ou le jazz qui fait danser l'illustration », Lectures, Centre de lecture publique de la Communauté française, no 172,‎ septembre - octobre 2011, p. 60-63 (lire en ligne, consulté le 17 juin 2025).

### Vidéographie
- Texte - images sur Sonuma, Hergé, François Schuiten, Benoît Peeters, Claude Renard, Alain Goffin, Antonio Cossu, Philippe Foerster, Gérard Goffaux, Éric Poelaert, Louis Joos, Blaise Dehon, Thierry Van Hasselt, Didier Platteau, Pierre Pourbaix, Nicolas Vadot, Denis et Olivier Deprez (Intervenants), En toutes lettres - Texte - images, film de Guy Lejeune (scénario) et Miguel Rivière (interviews), diffusé sur la RTBF le 12 novembre 1994 (54 min 6 s).